# Iparvágány

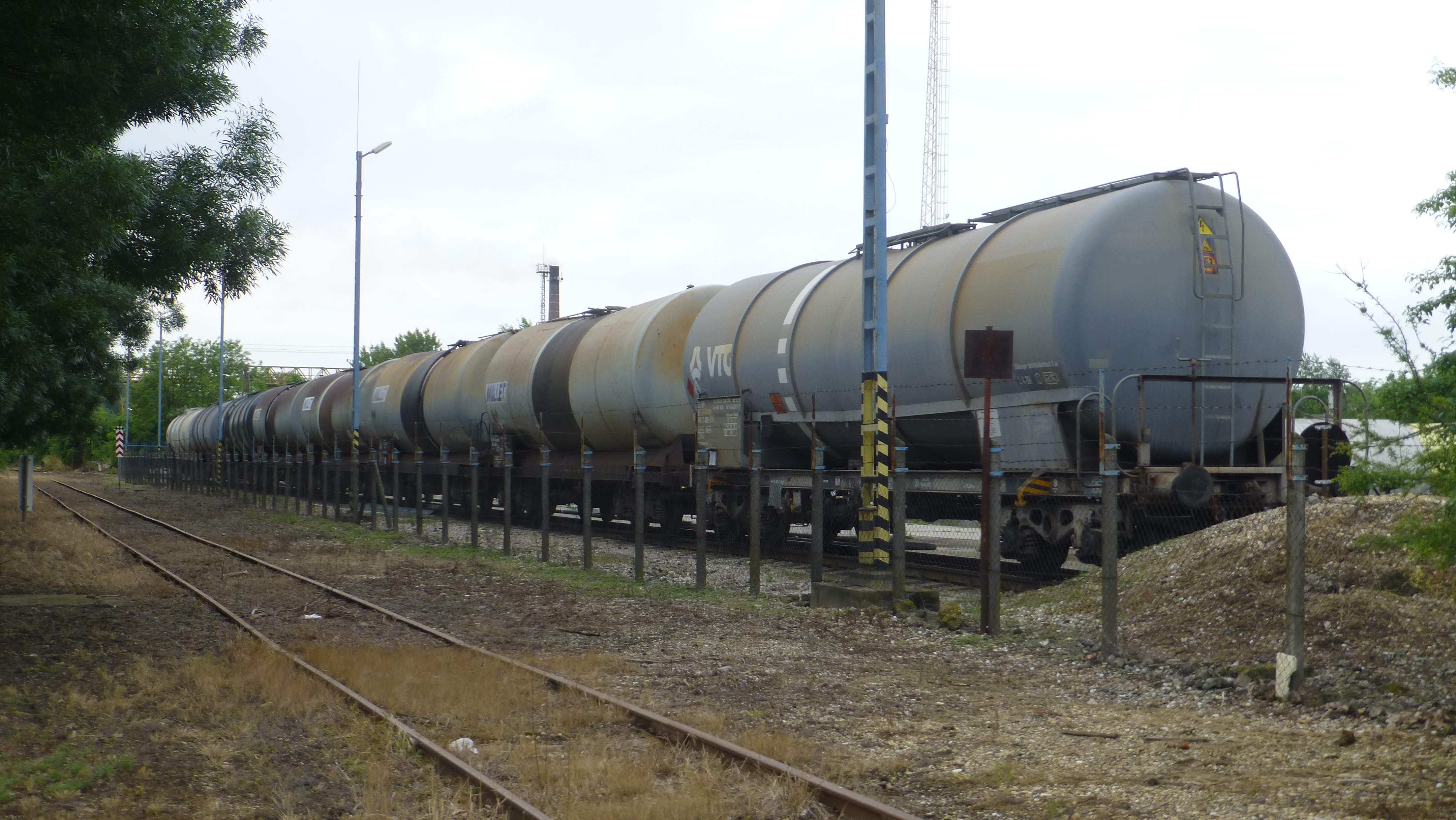
Tartálykocsik egy szegedi kereskedelmi vállalat telephelyén

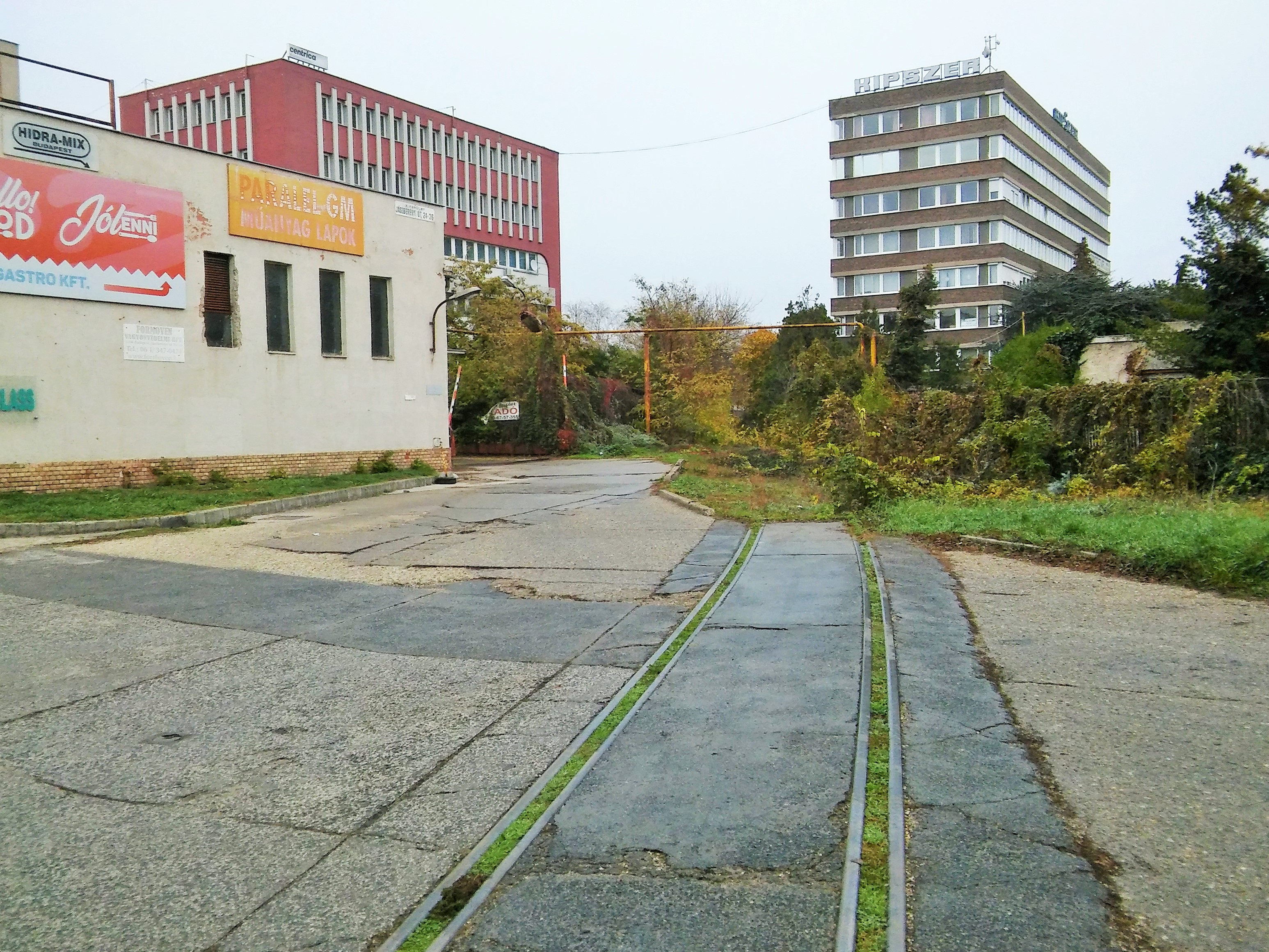
Egy felhagyott vágány Kőbányán

Az iparvágány, hivatalos nevén  saját célú vasúti pályahálózat olyan, a közforgalmú vasúti hálózatból kiágazó vasúti pálya, amely gyárakba, ipartelepekre vagy logisztikai központokba vezet.
Az iparvágányokat a 19. század végén és a 20. század elején külön engedéllyel általában azok a vállalatok építették, akiknek érdeke fűződött ahhoz, hogy vasúton ki lehessen szolgálni a szállítási igényeiket. Az ilyen pályákat gyakran nevezték magáncsatlakozó pályáknak is, és többnyire magántulajdonban voltak. Az iparvágányok zöme vasútállomásoknál csatlakozik a vasúti hálózathoz, de léteznek nyílt pályai iparvágány-kiágazások is. Vannak még több iparvágányt is felfűző, nem iparvállalati tulajdonban álló, de az ipar szállítási igényeit szolgáló összekötővágányok is, ezeket vontatóvágánynak nevezzük.

## Magyarországon
A tervgazdaság idején minden vasút az állam részévé vált, az iparvállalatokat pedig államosították. Az iparvágányoknak emiatt volt világosan kijelölt tulajdonosuk, és többnyire a MÁV tartotta fenn őket.
A rendszerváltás után az állami vállalatokat privatizálták vagy gyakran felszámolták, sok üzemnek pedig több kis jogutódja lett. A tulajdon-, birtok- és szolgalmi jogok rendezetlensége, és a nyilvántartások pontatlansága miatt kialakult az úgynevezett iparvágány-probléma.
A magyar vasúti hálózat 2004-es megnyitásakor az iparvágányokhoz kapcsolódó jogviszonyok rendezetlensége számtalan vitát váltott ki az állami és magántulajdonú vasúti társaságok, a fuvarozók és a fuvaroztatók között. A vasúti árufuvarozás a magánvasutak feladata lett.
A 2006-tól hatályos, az európai jognak megfelelő vasúti közlekedési törvény alapján minden használatban lévő iparvágányért egy hatósági engedélyköteles működtető szervezet felel. Ezért az engedélyek kiadását és a pályák használatának ellenőrzését a 2006-tól Magyar Vasúti Hivatal, 2008-tól a Nemzeti Közlekedési Hatóság, 2016 óta pedig a Nemzeti Fejlesztési Minisztérium illetékes ügyosztálya végzi.
Ettől függetlenül a 2000-es évekre az ipari tevékenység korábbi évtizedekhez képest jelentős csökkenése, illetve a szállítási feladatok közúthálózatra történő terelődése miatt az üzemek telephelyeit korábban kiszolgáló iparvágányok számottevő részét megszüntették, sok helyen részlegesen vagy teljesen el is bontották azokat. A magyarországi vasúti teherforgalom döntő hányada nemzetközi viszonylatban zajlik. A komolyabb mértékű belföldről indított fuvarozás nagy részét a konténerek mozgatásán túl az autógyárak, valamint az ömlesztett és folyékony tömegárukat nagy tételben feladó cégek termékeinek (például: mezőgazdasági ás erdőgazdasági termények, nyersanyagok, üzemanyagok és építőanyagok) továbbítása teszi ki.